# Luleå Airport
Luleå Airport, (IATA: LLA, ICAO: ESPA) er en lufthavn placeret ved landsbyen Kallax, 6 km syd for centrum af Luleå, Sverige. I 2009 ekspederede den 954.445 passagerer og er den største i Nord-Sverige (Norrland). Lufthavnen deler landingsbane med Svenska flygvapnets Wing kaldet F 21 Luleå.

## Historie
Lufthavnen begyndte som en militær flyveplads i 1941 og fra den 11. september 1944 blev der tilladt civilt lufttrafik fra Luleå.
En rute til Murmansk i Rusland blev åbnet i starten af 1990'erne af det russiske flyselskab Arkhangelsk Airlines. Ruten blev fløjet af russerne indtil 2006 hvor regler fra EU vedrørende støj og forurening udelukkede selskabets russiskbyggede Antonov-fly fra lufthavnen. Det svenske selskab Barents AirLink overtog ruten, men lukkede den ned året efter på grund af for få passagerer.
I 2000 blev landingsbanen forlænget til de nuværende 3350 meter, hvilket gør den til Sveriges længste. Dette blev gjort for at tiltrække store langdistance fragtfly der var undervejs imellem Asien og Europa/USA, og som skulle lave en mellemlanding for at tanke brændstof. Disse planer blev dog delvist forhindret på grund af meget bureaukrati når fly skulle igennem russisk luftrum, ligesom russerne nu giver rabat til fragtfly der mellemlander i Rusland for at tanke brændstof. Dette har blandt andet bevirket at Lufthansa Cargo nu benytter den russiske Yemelyanovo Airport som fragt-hub i det område.
Korean Air startede i 2009 en ren fragtrute imellem Luleå og Seouls Incheon International Airport, hvor blandt andet ferske laks fra Norge er en stor del af lasten.

## Selskaber og destinationer
- airBaltic – Riga
- Barents AirLink – Pajala
- City Airline – Göteborg-Landvetter
- Direktflyg – Sundsvall
- Nextjet – Umeå, Åre-Östersund [via Umeå]
- Norwegian – Stockholm-Arlanda
- SAS – Kiruna, London-Heathrow, Stockholm-Arlanda